# Челимо, Пол
Пол Кипкемо́й Чели́мо (англ. Paul Kipkemoi Chelimo; род. 27 октября 1990, Итен) — американский и кенийский легкоатлет, специализирующийся в беге на длинные дистанции. Серебряный призёр Олимпийских игр 2016 года в беге на 5000 метров.

## Биография
Родился в Итене, городе, давшему миру бесчисленное количество стайеров высокого класса. Пол, как и любой юноша из этой местности, тоже занимался лёгкой атлетикой, бегая дистанции от 800 до 5000 метров, параллельно играя в футбол за школьную команду.
Когда пришло время определяться с дальнейшими планами на жизнь, уехал в США и поступил в Университет Шортера в Роме, штат Джорджия, а через год перевёлся в Университет Северной Каролины (Гринсборо). Всё это время он продолжал тренироваться, помогая своим студенческим командам на региональных и национальных чемпионатах в кроссе и беге на длинные дистанции. Дважды был вторым на чемпионате NCAA, установил несколько рекордов университета.
В выпускном 2013 году представлял Кению на Универсиаде в Казани, где завоевал серебряную медаль в беге на 5000 метров. Дальнейшую судьбу Пол решил связать с Америкой. В мае 2014 года он вступил в ряды армии США как специалист по очистке воды и спустя время получил гражданство новой родины. Однако в первую очередь Челимо стал участником программы подготовки атлетов мирового класса, которая существует в американских вооружённых силах.
Под руководством тренера Дэна Брауна Пол занял второе место на чемпионате страны в помещении 2016 года. Показанное время на дистанции 3000 метров, 7.39,00, стало его личным рекордом и открыло дорогу для выступления на зимнем чемпионате мира. В первом международном старте за США Челимо финишировал на седьмом месте.
Летом 2016 года занял третье место на национальном отборе в беге на 5000 метров и завоевал право участия на Олимпийских играх в Рио-де-Жанейро. На главном старте сезона Пол установил в финале новый личный рекорд, что принесло ему серебряную медаль. Впереди оказался только трёхкратный олимпийский чемпион Мохаммед Фарах из Великобритании. Сразу после финиша Челимо был дисквалифицирован за то, что по ходу забега наступил ногой за пределы беговой дорожки. Однако позже судьи решили, что этот шаг не дал ему никакого преимущества, и восстановили на второй позиции.

## Основные результаты
| Год  | Турнир                     | Место проведения         | Дисциплина | Место | Результат |
| ---- | -------------------------- | ------------------------ | ---------- | ----- | --------- |
| 2013 | Универсиада                | Казань, Россия           | 1500 м     | 6-е   | 3.40,41   |
| 2013 | Универсиада                | Казань, Россия           | 5000 м     | 2-е   | 13.37,09  |
| 2016 | Чемпионат мира в помещении | Портленд, США            | 3000 м     | 7-е   | 8.00,76   |
| 2016 | Олимпийские игры           | Рио-де-Жанейро, Бразилия | 5000 м     | 2-е   | 13.03,90  |